# Paseseh
Paseseh is een bestuurslaag in het regentschap Bangkalan van de provincie Oost-Java, Indonesië. Paseseh telt 3828 inwoners (volkstelling 2010).